# 걱
걱(베트남어: gấc, 학명: Momordica cochinchinensis 모모르디카 코킹키넨시스[*]) 또는 목별(木鼈)은 박과의 여러해살이 덩굴풀이다. 목별자(木鼈子) 혹은 목별과(木鼈果)로도 불린다. 주로 동남아시아 지역에서 많이 재배되고, 호주 북동부에서도 자생한다. 베타카로틴과 라이코펜이 풍부하여 짙은 주황색을 띄는게 특징이다.

## 어원
베트남에서 주로 발견되는 걱은 베트남어로 “quả gấc”으로 불리는데 여기서 “quả”는 열매 혹은 과일을 뜻한다. 학명은 코친치넨시스 모모르지카(Cochinhinensis Momordica)로 코친치넨시스(Cochinchinensis)는 프랑스 식민지 시기의 남부 베트남의 지명이였던 코친치나(Cohinchinna)에서 유래했다. 모모디아(Momordica)는 식물 잎의 가장자리가 물린 것처럼 톱니형상을 띤 것에서 유래한 것으로 대표적으로는 여주(Bitter Cucumber)가 있다.

## 역사
200년전 베트남에 방문한 포르투갈의 신부 루시소(J. Lourcis)가 걱을 발견하면서 세상에 알려졌다. 1790년에 출판된 Flora Cochinchinesis에 그는 이 열매의 이름을 Murica cochinchinensis라 지었다. 후에 카톨릭 교구 (Sprengel)에서 린네(Linnean)의 속 분류에 따라 모모르지카에 해당한다고 하여 1826년에 이름을 바꾸게 되었다.

## 재배
동남아시아 지역(주로 베트남)에서 많이 재배되고, 중국 남부와 오스트레일리아 북동부에서도 자생한다. 걱은 재배 조건(기온, 강수, 고도 등)에 따라 영양 함량의 큰 차이를 보여주는데 걱의 대표 영양소인 베타카로틴은 최고 온도가 34도 이하, 강수량이 높은 지역에서, 라이코펜은 최저 온도가 14도 이하, 지대가 높은 곳에서 가장 높은 함량을 보여준다. 베타카로틴(5,66mg/g)과 라이코펜(5.17mg/g) 모두 높은 함량을 보여주는 대표적인 지역이 베트남 북부에 위치한 호아빈(Hoa Binh) 지역이다. 지대가 높아 최고 온도 31.6도, 최저 온도 11.7도, 연 강수량 1801mm를 보이며 걱이 자라는 최적의 환경을 제공한다. 하지만 기온, 강수, 고도 등을 일정하게 유지한 호주의 실내 재배로 생산된 걱의 경우 높은 영양 함량을 보여주지 못함에 따라 아직 밝혀지지 않은 다른 생태학적 요인에 대한 연구가 필요한 것으로 보인다.

## 번식
암수딴몸식물인 걱은 수분시 수술과 암술이 모두 필요하다. 따라서 최소한 한 개 이상의 수나무를 열매를 맺는 암나무 주변에 심어야 한다. 번식을 위해서 수나무와 암나무가 술을 교환하게 되는데 이는 계절 단위로 이루어진다. 씨로부터 자라난 걱의 수나무와 암나무의 비율은 고정적이지 않다. 수분은 주로 곤충에 의해 이루어지는데, 사람 손으로 수분할 경우 열매의 과실이 더 많은 편이다. 새로 자라나는 식물의 경우 많은 과실을 위해 덩이뿌리로부터 만들어지는데 그 이유는 씨에서 발아가 시작되는 경우 식물의 휴면상태나 나이와 같은 환경에 많은 영향을 받기 때문이다.

## 특징
걱은 암술과 수술이 별개의 개체로 이뤄진 암수딴몸식물(Dioecious Vines)로 5-10cm 정도의 꽃을 피운다. 줄기는 20m까지 자라며 심은지 2~3개월이 지나면 개화하기 시작하는데 1년에 한 번 한다. 한 번에 30~60개의 열매를 맺는다. 꽃을 맺고 약 5개월이 지나면 열매가 익기 시작하여 짙은 주황색이 되는데 이때부터 수확 가능하다. 매년 9월~12월에 걸쳐 수확된다.
잎은 잎자루가 없이 마주나며, 5월쯤에 누런색의 작은 꽃이 피고, 7월쯤에 붉은 색 열매를 맺는다. 씨는 8월쯤에 따서 약으로 쓰는데, 납작하고 둥글어서 자라와 모양이 비슷하다.

### 열매
일반적으로 걱 열매는 멜론 정도 크기의 원형 또는 타원형 과실로 길이는 13cm, 너비는 10cm이다. 표면 전체는 가시 모양의 돌기가 돋아 있는 두껍고 단단한 껍질로 둘러싸여있다. 녹색의 걱은 열매가 익기 시작하면서 주황색으로 변하고, 수확 직전 완전히 익은 상태에는 붉은색을 띤다. 이때 걱의 표면은 매우 단단해지지만 수확 후 쉽게 쪼그라들기 때문에 보관과 운송에 주의를 요한다.

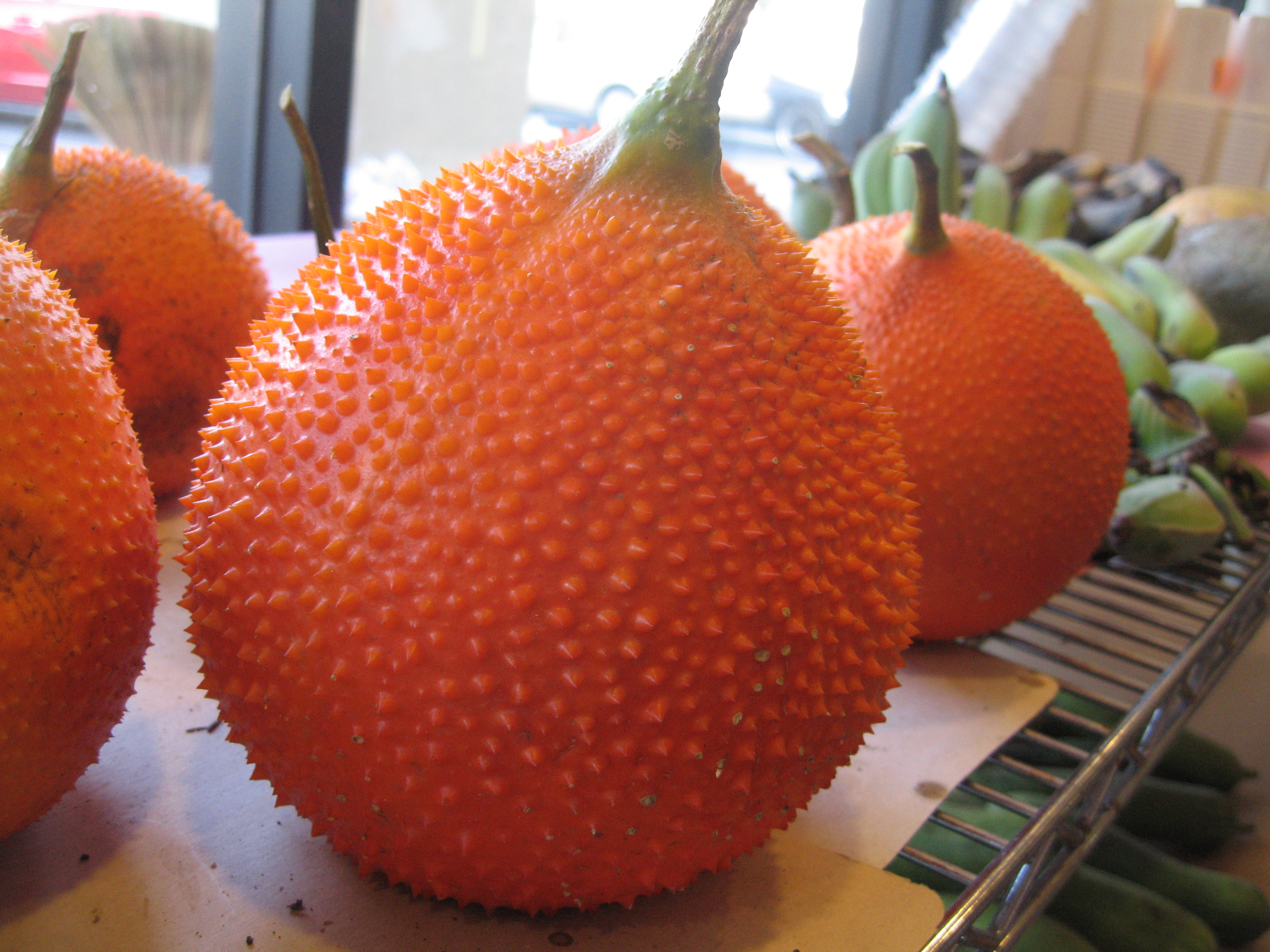
열매

부드러운 식감을 가진 걱 열매는 두꺼운 과육(Mesocarp)을 가지고 있다. 걱 내부는 노란 부분의 열매와 붉은 부분의 가종피로 나뉘어 있다. 열매의 크기가 클수록 먹는 부위인 가종피(Aril)의 비율도 큰 편이다.

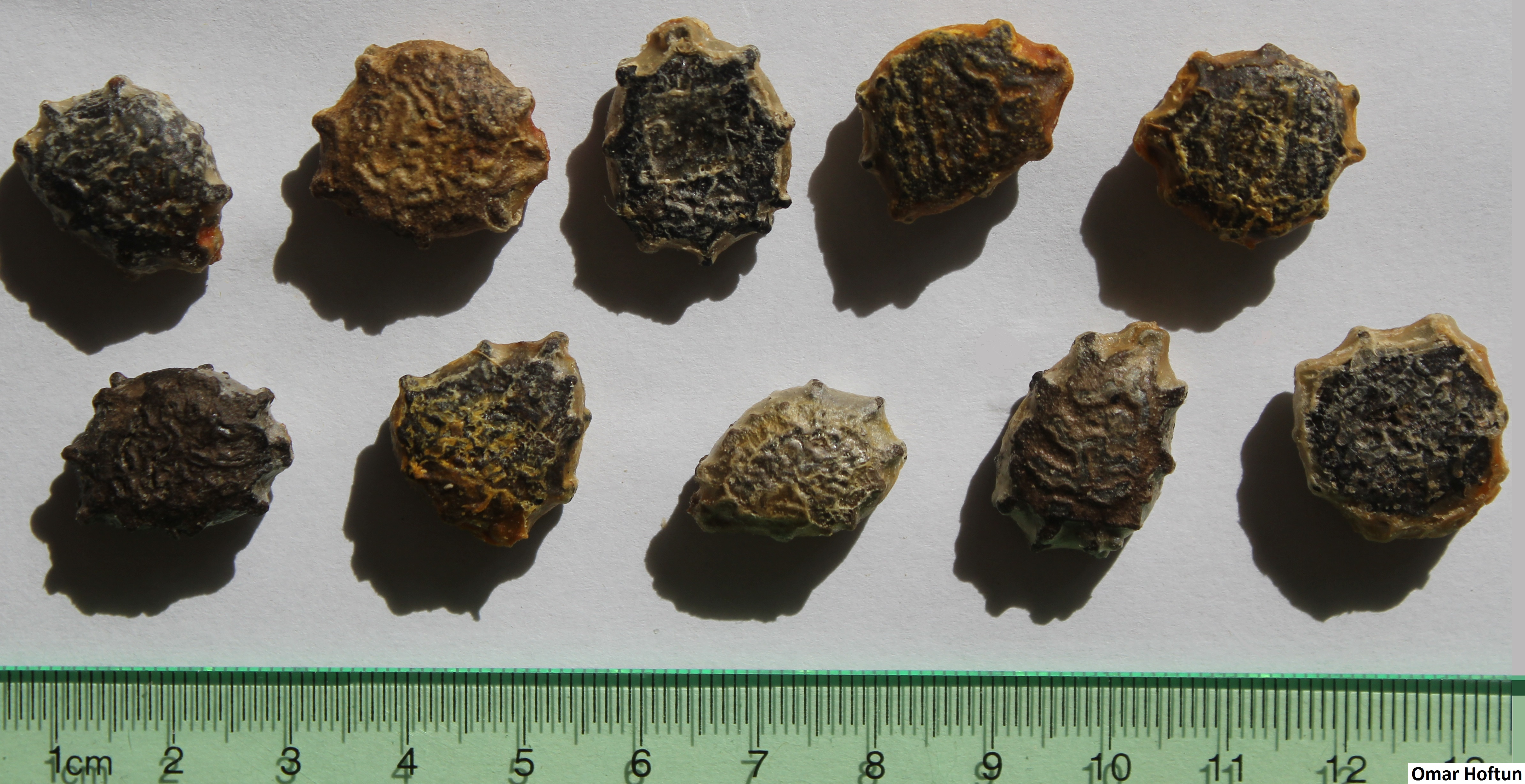
씨
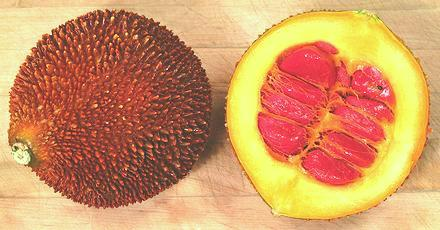
걱 열매 내부 모습

## 쓰임
원산지인 베트남에서는 걱을 식용과 약용으로 널리 사용되어 왔다. 약용으로는 1200여 년 전 중국과 베트남에서 전통 약재로 사용되어 왔다. 무비에지(mùbiēzǐ, 단단한 자라 모양의 씨)이라고도 불리는 걱의 씨는 전통 약재로 경구용과 국소용 등 다양하게 사용된다. 또한 유선염이나 종기, 피부 질환에 도움을 준다고도 알려져있다. 《동의보감》에 따르면 "성질이 따뜻하고 맛은 달며 독이 없다. 붓고 맺힌 것, 악창, 치질로 항문이 부은 것, 부인의 요옹을 삭인다."고 하였다. 《본초강목》에서는 걱을 목별자(木鼈子)라 하여 "그 씨가 자라나 게 모양과 유사하므로 이름이 지어졌다."고 하며 "부러져 상한 것을 치료하고, 종기가 뭉쳐 생긴 악창을 없애며, 새 살이 돋게 하고, 요통을 멎게 한다. 분자(粉刺)와 기미, 주근깨를 없앤다. 부인의 유옹(乳癰), 항문이 아픈 증상 등을 치료한다. 식초에 개어 환부에 문질러 주면 종독을 인다. 감적(疳積)으로 인한 비괴(痞塊), 대장이 매끄러워 생긴 설사, 치질이나 나력 등을 치료한다."라 이야기하고 있다.

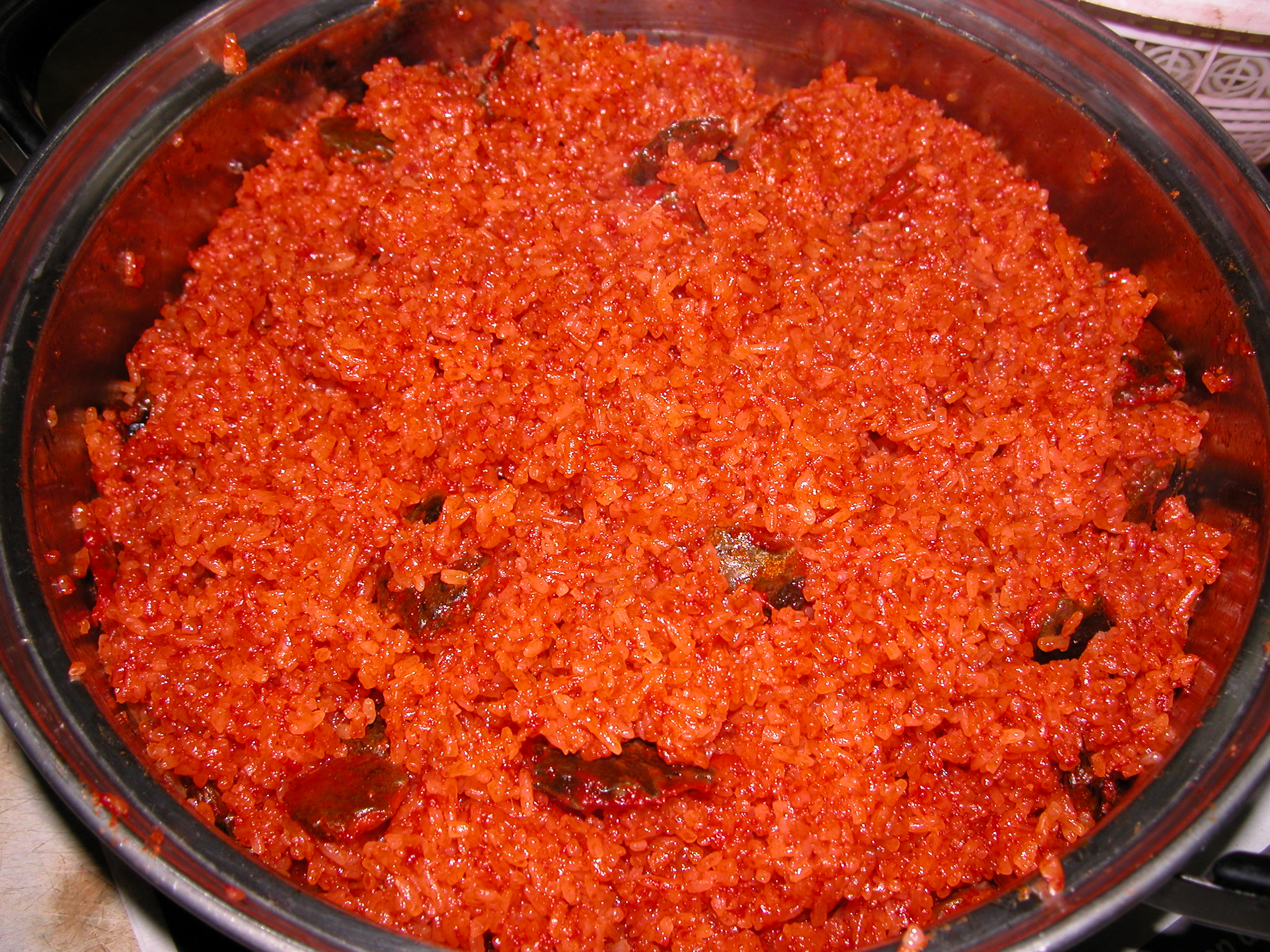
걱의 오일을 사용해 만든 쏘이 걱(Xôi gấc). 베트남에서는 결혼식 및 명절에 쏘이 걱을 먹는 풍습이 있다.

숙성된 걱의 씨를 둘러싸고 있는 가종피(Aril)를 이용한 베트남의 대표 음식 베트남 결혼식, 설날에 대표적으로 등장하는 붉은 색 음식으로 “Xoi Gac”으로 불린다. 인도에서는 덜 익은 녹색의 걱도 식재료로 사용한다. 가시로 둘러싸인 껍질을 제거하고 열매를 잘게 썰어 감자와 조롱박을 섞어 사용한다. 한편 스리랑카에서는 걱을 카레와 함께 사용하고, 태국에서는 아이스크림에 첨가한다.
걱 열매의 가공 과정에서 거의 대부분 버려지는 과육(Pulp), 껍질, 씨 부분에도 영양소가 가득하다. 베타카로틴과 라이코펜 뿐 아니라 눈 질병에 도움을 주는 루테인과 잔토필이 풍부하다. 씨의 경우 중국에서는 오랜기간 전통 약재로 사용되어 왔는데 트립신 억제인자가 풍부하여 인간의 건강에 도움을 준다.
높은 베타카로틴과 라이코펜 함량 때문에 걱의 가종피(Aril)에서 추출한 추출물은 소프트 캡슐 형태의 건강기능식품으로 생산되거나 주스 형태로 생산된다. 걱을 재료로 만든 음식을 섭취한 베트남 아이들은 그렇지 않은 아이들에 비해 체내 베타카로틴 함량이 높은 것을 확인할 수 있다.

## 영양소
많은 연구를 통해 걱에는 베타카로틴과 라이코펜과 같은 항산화 물질인 카로티노이드가 풍부하다는 것을 확인할 수 있다. 인체 내의 면역력을 증가시키고, 인체 세포와 기관들의 노화 현상을 효과적으로 예방한다고 알려진 카로티노이드 중 활성산소에 가장 강력한 물질인 라이코펜은 토마토의 70배에서 최대 200배, 베타카로틴은 고구마나 당근의 10배에서 최대 54배로 나타났다. 또한, 생체유효도가 높아 체내 세포 흡수력이 뛰어난 것으로 밝혀졌다. 걱의 카로테노이드 흡수율은 당근 뿌리와 토마토의 8배가량 높다. 뿐만 아니라 가종피(Aril)와 씨에는 단불포화지방산과 고도불포화지방산이 가득하다. 전체 지방산 중 70% 이상이 불포화 지방산이고 그 중 50%가 단불포화지방산이다. 다른 열매들과는 달리 걱에는 높은 수준의 오메가6(리놀렌산)과 오메가3를 함유되어 있는데 걱에 포함된 지방은 카로테노이드와 같은 지용성 영양소의 흡수를 돕는다. 이는 당근, 토마토와의 생체이용률 비교 실험을 통해 확인할 수 있다. 베타카로틴과 라이코펜 이외의 카로틴, 예를 들면 루테인, 제아잔틴, 베타 크립토잔틴 또한 상당히 많은 양이 발견된다.
| 총 카로테노이드 | 베타카로틴 | 라이코펜 | 출처                         |
| --------------- | ---------- | -------- | ---------------------------- |
| 892             | 188        | -        | West & Poortvliet (1993)     |
| 977             | 175        | 802      | Vuong et al. (2002)          |
| 481             | 101        | 380      | Aoki et al. (2002)           |
| -               | 718        | 2227     | Ishida et al. (2004)         |
| 497             | 83         | 408      | Vuong et al. (2006)          |
| -               | 379        | 3728     | Nhung et al. (2010)          |
| -               | 1600       | 1400     | Kubloa & Siriamornpun (2011) |
| -               | 45         | 9        | Kubola et al. (2013)         |

| 팔미트산 (Palmitic) (16:0) | 스테아르산 (Stearic) (18:0) | 올레산 (Oleic) (18:1) | 리놀레산 (Linoleic) (18:2) | 출처                 |
| -------------------------- | --------------------------- | --------------------- | -------------------------- | -------------------- |
| 22.0                       | 7.1                         | 34.1                  | 31.4                       | Vuong et al. (2002)  |
| 26.4-32.1                  | 3.2-12.2                    | 30.8-33.7             | 27.5-28.7                  | Ishida et al. (2004) |
| 17.3                       | 7.5                         | 59.5                  | 13.98                      | Mai et al. (2013a,b) |

## 효능

### 눈 건강

카로테노이드 (베타카로틴, 라이코펜 등)

걱에는 눈의 기능을 유지하고 향상시키는 필수 영양소로 불리는 항산화 물질(베타카로틴, 라이코펜 등의 카로테노이드, 비타민C, 비타민E, 아연 등)과 오메가3와 같은 소염 물질이 많이 들어있다. 체내에서 비타민 A로 변환되는 베타카로틴의 양이 풍부하여 야맹증 예방에 도움을 준다. 뿐만 아니라 망막의 황반을 공급하는 루테인과 제아잔틴이 풍부하여 황반변성 및 시각 저하를 예방 또는 지연시킨다. 가장 강력한 항산화제인 라이코펜은 활성 산소로부터 눈을 보호하여 백내장을 예방 또는 지연시키는 효과가 있다. 또한 라이코펜의 강력한 항산화 및 소염 기능은 노인들의 시력 저하을 지연시키는데 큰 영향을 준다.

### 비타민 A 보충
씨를 감싸고 있는 가종피(Aril)는 비타민 A의 전구체인 베타카로틴의 함량이 매우 높아 비타민 A의 원료로 많이 알려져 있다. 베트남에는 가종피에서 추출한 오일을 밥과 섞어 만든  Xoi Gac이란 전통 음식이 있는데 이는 시력을 회복하고 부족한 비타민 A를 보충하며 눈 건강에 도움을 주기 위함이다. 특히 걱에 함유된 베타카로틴은 다른 녹황색 채소에서 발견되는 베타카로틴보다 흡수율이 높게 나타나는데 그 이유는 결합된 분자들이 흡수에 용이한 형태를 가지고 있기 때문이다. 그리고 풍부한 지방질도 흡수율을 높이는데 큰 역할을 한다.

### 항산화
가종피(Aril)과 이와 관련된 제품은 높은 함량의 카로테노이드 특히, 라이코펜 덕분에 항산화 작용이 탁월한 것으로 알려져있다. 생리활성작용이 가장 우수한 라이코펜은 항암효과, 심장보호, 소염작용 등과 같은 효능을 제공한다.

### 노화 방지
하만(Harman)의 활성 산소 이론에 따르면 노화는 체내의 지속적인 산화 작용과 관련이 있다고 한다. 걱에 함유된 항산화 물질 (카로테노이드 등)은 활성산소의 영향을 경감시켜 노화 방지에 기여한다.